# Domaćinstvo za početnici
Domaćinstvo za početnici (mazedonisch Домаќинство за почетници; internationaler englischsprachiger Titel Housekeeping for Beginners) ist ein Filmdrama von Goran Stolevski. Der Film mit Anamaria Marinca als lesbische Witwe, die in ihrer Villa mit einer bunt zusammengewürfelten Gruppe von LGBTQ-Menschen lebt und nach dem Tod ihrer Partnerin versucht, die selbstgewählte Familie zusammenzuhalten, feierte Anfang September 2023 bei den Internationalen Filmfestspielen in Venedig seine Premiere. Der Film wurde von Nordmazedonien als Beitrag für die Oscarverleihung 2024 als bester Internationaler Film eingereicht.

## Handlung
Dita hat ihre Villa in den Hügeln von Mazedoniens Hauptstadt Skopje ihrer selbstgewählten Familie zur Verfügung gestellt, einer bunt zusammengewürfelten Gruppe von LGBTQ-Menschen, darunter ihr launischer Freund Toni und dessen neuer, viel jüngerer Freund Ali. Als bei ihrer Partnerin Suada eine unheilbare Krankheit diagnostiziert wird, muss die unterkühlte Dita versprechen, dass sie Mia und Vanesa, die beiden Töchter ihrer Geliebten großziehen wird. Die eine ist ein freches kleines Kind, während die andere ein temperamentvoller, zunehmend rebellischer Teenager ist.
Eigentlich will Dita keine Mutter sein, und die Mädchen wollen nicht ihre Töchter sein. Doch um diese Patchwork-Familie zu retten, muss sie schnell handeln und erwägt aufgrund der Rechtslage des Landes zu gleichgeschlechtlicher Ehe und Adoption, den einzigen verfügbaren Mann zu heiraten.

## Produktion

### Filmstab und Besetzung

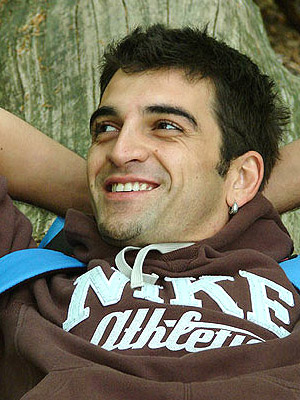
Vladimir Tintor spielt Toni

Regie führte Goran Stolevski, der auch das Drehbuch schrieb. Es handelt sich  nach You Won’t Be Alone und Of an Age um den dritten Spielfilm des australischen Regisseurs. Ersterer wurde von Australien als Beitrag für die Oscarverleihung 2023 als bester Internationaler Film eingereicht.
Die rumänischen Schauspielerinnen Anamaria Marinca und Alina Șerban sind in den Rollen von Dita und ihrer Partnerin Suada zu sehen. Der Serbe Vladimir Tintor spielt in einer weiteren Hauptrolle ihren Mitbewohner Toni. Für Samson Selim, der Tonis neuen, deutlichen jüngeren Freund Ali spielt, der bei ihnen eingezogen ist, handelt es sich um seine erste Filmrolle. Dzada Selim und Mia Mustafa spielen Suadas Töchter, die sechsjährige Mia und den rebellischen Teenagerin Vanesa, um die sich die Patchwork-Familie nach dem Tod der Mutter kümmern muss.

### Filmmusik und Veröffentlichung
Die Filmmusik komponierten Alen und Nenad Sinkauz.
Die Weltpremiere fand am 6. September 2023 bei den Internationalen Filmfestspielen in Venedig statt, wo der Film in der Sektion Orrizonti gezeigt wurde. Ende September, Anfang Oktober 2023 wurde er beim Vancouver International Film Festival und ebenfalls im Oktober 2023 unter dem Titel Housekeeping for Beginners beim London Film Festival vorgestellt. Im Oktober 2023 wurde er auch beim Adelaide Film Festival, beim Busan International Film Festival und beim Chicago International Film Festival gezeigt. Ende Oktober, Anfang November 2023 wurde er beim Brisbane International Film Festival gezeigt. Ebenfalls im November 2023 wurde er beim Internationalen Filmfestival Mannheim-Heidelberg und beim Melbourne Queer Film Festival vorgestellt. Im Januar 2024 wurde er beim Palm Springs International Film Festival und beim Tromsø International Film Festival gezeigt. Ende April, Anfang Mai 2024 wird er bei Crossing Europe vorgestellt. Die Rechte für die USA sicherte sich Focus Features. Am 5. April 2024 kam er dort in ausgewählte Kinos. Ende April 2024 wurde er beim Sunny Bunny Queer Film Festival gezeigt. Ende Juni, Anfang Juli 2024 wird Housekeeping for Beginners beim Karlovy Vary International Film Festival vorgestellt. Apple TV+ will den Film zudem zu einem späteren Zeitpunkt in sein Programm aufnehmen.

## Rezeption

### Altersfreigabe und Kritiken
In den USA erhielt der Film von der MPAA ein R-Rating, was einer Freigabe ab 17 Jahren entspricht.
Von den bei Rotten Tomatoes aufgeführten Kritiken sind 93 Prozent positiv bei einer durchschnittlichen Bewertung mit 7,3 von 10 möglichen Punkten. Bei Metacritic erhielt der Film einen Metascore von 80 von 100 möglichen Punkten.
Lida Bach resümiert in ihrer Kritik bei moviebreak.de, Goran Stolevski  verknüpfe in Housekeeping for Beginners Gesellschaftskritik und Galgenhumor zu einer schmerzlichen Sektion der destruktiven Auswirkungen intersektionaler Diskriminierung. Jene durchdringe das Leben der Figuren nicht nur auf jeder Ebene, ob beruflich, familiär oder medizinisch, sondern forme unbewusst auch deren Selbstanforderungen. Die angespannte Kamera bleibe dicht an den kantigen Charakteren, deren authentische Verkörperung hartnäckige Klischees durchbreche.

### Auszeichnungen
Der Film wurde von Nordmazedonien als Beitrag für die Oscarverleihung 2024 als bester Internationaler Film eingereicht und befand sich in der Vorauswahl zum Europäischen Filmpreis 2023. Im Folgenden eine Auswahl von Auszeichnungen und Nominierungen.
Chicago International Film Festival 2023
- Nominierung für den Gold Q-Hugo (Goran Stolevski)[27]

Europäischer Filmpreis 2023
- Nominierung für den European University Film Award

GLAAD Media Awards 2025
- Nominierung als Bester Film in der Kategorie „Limited Theatrical Release“[28]

Internationale Filmfestspiele von Venedig 2023
- Nominierung für den Venice Horizons Award
- Auszeichnung mit dem Queer Lion[5]

NewFest – New York LGBTQ+ Film Festival 2023
- Auszeichnung mit dem Grand Jury Prize – International Feature[29]

Palm Springs International Film Festival 2024
- Nominierung als Bester fremdsprachiger Film für den FIPRESCI-Preis[30]

Pula Film Festival 2024
- Auszeichnung als Bester Film mit der Goldenen Arena
- Auszeichnung als Bester Nebendarsteller mit der Goldenen Arena (Vladimir Tintor)[31]

Tromsø International Film Festival 2024
- Nominierung im Wettbewerb[15]

Zagreb Film Festival 2023
- Nominierung im Hauptwettbewerb[32]